# Edgar Hark
Edgar Hark (* 8. Oktober 1908 in Jurjew, heute Tartu; † 23. Oktober 1986 in Tallinn) war ein estnischer evangelisch-lutherischer Geistlicher und Erzbischof.

## Leben und Wirken
Hark besuchte nach der Volksschule das Hugo-Treffner-Gymnasium von Tartu, auf dem er die Reifeprüfung ablegte. Danach studierte er Evangelische Theologie, wurde in das Vikariat der Estnischen Evangelisch-Lutherischen Kirche übernommen und im März 1936 zum Pastor ordiniert.
Im Jahre 1978 wurde Hark als Nachfolger von Alfred Tooming in das Amt des Erzbischofs seiner Kirche berufen, das er bis zu seinem Tode innehatte. Wie sein Vorgänger hatte Edgar Hark in den Reihen der Roten Armee gegen die Wehrmacht gekämpft und dadurch an Vertrauen bei den sowjetischen Autoritäten gewonnen. Im Verlauf seines weiteren Lebens, in dem Estland durch die Sowjetunion okkupiert war, nahm Hark eine loyale Haltung zum sowjetischen Staat ein.
Im offensichtlichen Gegensatz zu im Westen üblichen Einschätzungen steht seine eigene Beurteilung der Religionspolitik seiner Regierung. Eine Zeitung der Blockpartei CDU der DDR, das Thüringer Tageblatt, zitierte ihn:

„Die Verfassung der UdSSR hat die reale Möglichkeit geschaffen, die demokratischen Forderungen nach Gewissensfreiheit in die Tat umzusetzen: das Recht jedes Bürgers, sich zu einer beliebigen Religion oder zu keinerlei Religion zu bekennen. Alle Bürger genießen die gleichen Rechte unabhängig ihrer Religionszugehörigkeit.“

1981 war der Kirche erlaubt worden, ein neues Gebetshaus an der gleichen Stelle zu errichten, wo ehemals ein Vorgängerbau gestanden hatte. Am 18. Dezember 1983 wurde es durch Erzbischof Hark eingeweiht. Das war eine seiner letzten Amtshandlungen.
Hark hatte bereits als Pastor an der Arbeit der Christlichen Friedenskonferenz (CFK) teilgenommen. Auf der IV. Allchristlichen Friedensversammlung im Oktober 1971 in Prag wurde er in deren Ausschuss zur Fortsetzung der Arbeit gewählt. Auch an der V. und VI. Vollversammlung  1978 und 1985 nahm er teil.

## Werke
- Die Estnische Evangelisch-Lutherische Kirche heute. Perioodika Tallinn, 1982.